# Efecto Massenerhebung

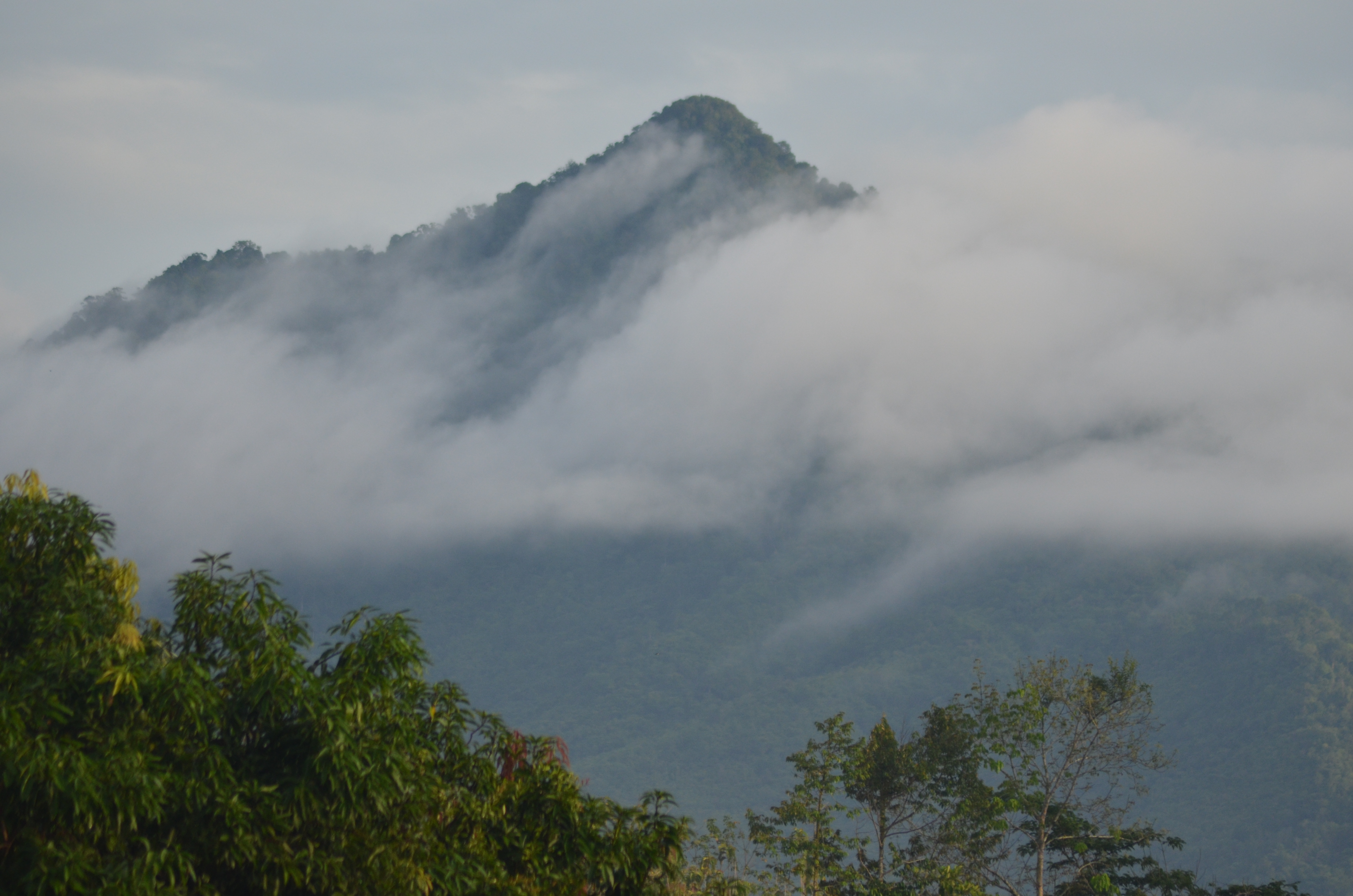
Bosque nuboso cubriendo el monte Poteng, en Borneo.

El efecto Massenerhebung (alemán para «elevación de masa de montaña») describe la variación en la línea de crecimiento de árboles basado en el tamaño y ubicación de una montaña. En general, las montañas rodeadas de grandes cordilleras tenderán a tener líneas de árboles más altas que las montañas más aisladas debido a la retención de calor y la dirección en que sopla el viento. Este efecto es importante para determinar patrones climáticos en las regiones montañosas, pues incluso regiones de altitud y latitud similares pueden tener climas mucho más cálidos o más fríos de acuerdo a las cadenas montañosas que las rodeen.
Por ejemplo, en Borneo, el parque nacional de Gunung Palung, ubicado en la costa, tiene un bosque musgoso a los 900 m de altura, mientras que el bosque montano en Gunung Mulu comienza a los 1200 m, y a 1800 m en el monte Kinabalu.